# Nobelprijs

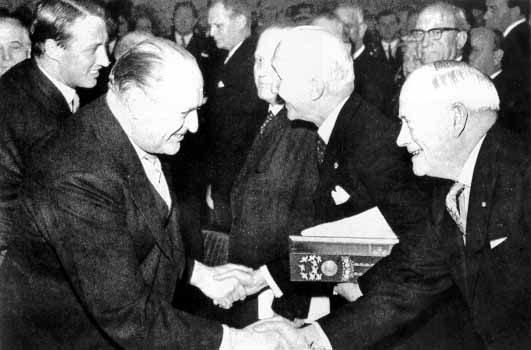
Uitreiking van de Nobelprijs voor de Vrede 1963 aan vertegenwoordigers van het Rode Kruis

De  Nobelprijs (Zweeds: Nobelpriset, Noors: Nobelprisen) is een jaarlijkse prijs, enerzijds voor wetenschappelijk onderzoekers die een opmerkelijke prestatie hebben geleverd op het gebied van de natuurkunde, scheikunde en fysiologie of geneeskunde, anderzijds aan auteurs die belangrijke bijdragen hebben geleverd aan de literatuur alsook voor personen en organisaties die belangrijk hebben bijgedragen aan de bevordering van de vrede. De prijs werd ingesteld in 1895 in het testament van Alfred Nobel, en in 1901 na zijn overlijden voor het eerst uitgereikt.
Daarnaast wordt sinds 1969 jaarlijks de Prijs van de Zweedse Rijksbank voor economie, ter nagedachtenis aan Alfred Nobel uitgereikt, die in de volksmond bekend staat als de Nobelprijs voor de Economie.
Hoewel het met de prijs verbonden bedrag niet onaanzienlijk is, is het prestige en de erkenning die men door het winnen van een Nobelprijs krijgt voor de meeste winnaars de belangrijkste beloning.
De prijs voor de Vrede wordt toegekend door een comité van vijf leden van het Noorse parlement (het Nobelcomité). De andere prijzen worden toegekend door verschillende Zweedse wetenschappelijke instellingen:
- de Zweedse Academie: Literatuur
- het Karolinska-instituut: Fysiologie of Geneeskunde
- de Koninklijke Academie voor Wetenschappen: Natuurkunde en Scheikunde

De prijs was tot 2012 gestegen tot 10 miljoen Zweedse kronen (circa 1 miljoen euro), maar werd toen door de financiële situatie naar 8 miljoen kronen teruggebracht. De prijs is bedoeld ter ondersteuning van verder onderzoek.

## Geschiedenis
De Nobelprijzen zijn een creatie van de uitvinder en ondernemer Alfred Nobel, die op 27 november 1895 de laatste versie van zijn testament ondertekende in de Zweeds-Noorse Club in Parijs. Hij overleed een jaar later, op 10 december 1896, in San Remo. Na een opsomming van goederen die aan diverse nabestaanden toekwamen, stipuleerde het testament dat de (aanzienlijke) rest van de nalatenschap moest gebruikt worden voor de bekostiging van "prijzen voor hen die het afgelopen jaar de mensheid de grootste dienst hebben bewezen".
Alfred Nobel was de zoon van ondernemer Immanuel Nobel en kreeg thuisonderwijs van gespecialiseerde professoren, die hem naast wetenschappen ook vijf verschillende talen aanleerden. In 1863 vond hij een bruikbare industriële springstof uit die gebaseerd was op het in 1847 uitgevonden, maar bijzonder instabiele nitroglycerine. In 1867 vond hij dynamiet uit. Ondanks zijn successen als uitvinder en ondernemer onderhield hij een levendige en actieve belangstelling voor literatuur en filosofie.
Sommige van Nobels verwanten betwistten het testament, maar de organen die voor de uitreiking van de prijzen verantwoordelijk waren, keurden het een voor een goed: het Noorse parlement (Storting) op 26 april 1897; het Karolinska-instituut op 7 juni 1898; de Zweedse Academie op 9 juni 1898 en de Koninklijke Zweedse Academie voor Wetenschappen op 11 juni 1898. Op 29 juni 1900 ontstond de Nobelstichting en vanaf 1901 reikte ze prijzen uit. Het Nobelcomité van de Storting (uitreiker van de Vredesprijs, en sinds 1 januari 1977 het Noors Nobelcomité genoemd) nam op 10 april 1905 een speciale regeling aan die rekening hield met de splitsing van Zweden en Noorwegen in dat jaar.
Er bestonden al veel onderscheidingen met geldprijzen, maar die werden op een zuiver nationale basis uitgereikt. Wat de Nobelprijs bijzonder maakte, en wat de kosmopolitische Nobel ook op veel postume kritiek kwam te staan, was het internationale karakter van de prijs. Het testament stipuleerde uitdrukkelijk dat "geen enkele aandacht mag worden geschonken aan de nationaliteit van de kandidaten".
De "Nobelprijs voor Economie" is van recentere datum en maakt geen deel uit van de nalatenschap van Alfred Nobel. In 1968 creëerde de Zweedse Nationale Bank (Sveriges Riksbank) naar aanleiding van haar 300-jarig bestaan de "Prijs van de Zweedse Nationale Bank in de Economische Wetenschappen ter Nagedachtenis van Alfred Nobel". De prijs werd voor het eerst toegekend in 1969. Bij de toekenning gelden dezelfde beginselen als voor de Nobelprijzen die vanaf 1901 zijn toegekend.

## Procedure
In september, tegen de tijd dat de Nobelprijzen worden bekendgemaakt, start de selectieprocedure voor het volgend jaar. Aan wetenschappers over heel de wereld, zo'n 3000 in totaal, wordt gevraagd kandidaten op hun vakgebied voor te dragen. Daarnaast hebben alle winnaars uit het verleden het recht iemand te nomineren. De hieruit resulterende lijst van kandidaten wordt vanaf maart ter advies voorgelegd aan een aantal gezaghebbende instituten. In september worden dan de keuzes gemaakt en de uitnodigingen voor het volgend jaar verzonden.
De winnaars worden in de eerste twee weken van oktober bekendgemaakt.

## Statistieken
De Nobelprijzen zijn bijna ononderbroken jaarlijks uitgereikt sinds 1901. Een prijs mag verdeeld worden over twee werken, en voor ieder werk kunnen tot drie verschillende auteurs worden erkend, maar het aantal laureaten per prijs mag niet groter zijn dan drie. Bij de 135 laureaten van de vredesprijs zijn er 107 natuurlijke personen en 28 organisaties. Samen geeft dit de volgende tellingen per prijs voor de periode 1901-2020:
| categorie   | prijzen | winnaars | één winnaar | twee winnaars | drie winnaars |
| ----------- | ------- | -------- | ----------- | ------------- | ------------- |
| natuurkunde | 114     | 216      | 47          | 32            | 35            |
| scheikunde  | 112     | 186      | 63          | 24            | 25            |
| geneeskunde | 111     | 222      | 39          | 33            | 39            |
| literatuur  | 113     | 117      | 109         | 4             | –             |
| vrede       | 101     | 107+28   | 69          | 30            | 2             |
| economie    | 52      | 86       | 25          | 20            | 7             |
| totaal      | 603     | 962      | 352         | 143           | 108           |

## Lijsten met Nobelprijswinnaars
Volgens discipline
- Nobelprijs voor Natuurkunde
- Nobelprijs voor Scheikunde
- Nobelprijs voor Fysiologie of Geneeskunde
- Nobelprijs voor Literatuur
- Nobelprijs voor de Vrede
- Prijs van de Zweedse Rijksbank voor economie

Volgens land
- Lijst van Belgische Nobelprijswinnaars
- Lijst van Nederlandse Nobelprijswinnaars

Overige lijsten
- Lijst van vrouwelijke Nobelprijswinnaars
- Lijst van Nobelprijzen per Nederlandse en Belgische universiteit

## Bijzondere combinaties

### Meervoudige winnaars
Er zijn zeven mensen/organisaties die meerdere Nobelprijzen hebben gewonnen. Het Internationaal Comité van het Rode Kruis heeft de Nobelprijs voor de Vrede driemaal gewonnen in 1917, 1944 en 1963 en UNHCR tweemaal, in 1954 en 1981. John Bardeen won tweemaal de Nobelprijs voor de fysica, en Frederick Sanger en Karl Barry Sharpless tweemaal de prijs voor de scheikunde. Twee mensen wonnen ooit Nobelprijzen op verschillende gebieden: Marie Curie voor de natuurkunde en de scheikunde, en Linus Pauling voor de scheikunde en voor de vrede.
In de paragraaf 'Statistieken' hierboven worden meervoudige winnaars ook meervoudig geteld; het aantal verschillende rechts- en natuurlijke personen die ooit een Nobelprijs wonnen in de periode 1901-2020, bedraagt dus niet 962 maar 955.

### Families
Vijfmaal in de geschiedenis is een Nobelprijs toegekend aan een echtpaar:
- 1903 - Marie Skłodowska-Curie en Pierre Curie, Frankrijk, voor natuurkunde;[8]
- 1935 - Irène Joliot-Curie en Frédéric Joliot, Frankrijk, voor scheikunde, dochter en schoonzoon van vorigen;[8]
- 1947 - Carl Cori en Gerty Cori-Radnitz, Tsjecho-Slowakije, VS, voor geneeskunde;
- 2014 - May-Britt Moser en Edvard Moser, Noorwegen, voor geneeskunde;
- 2019 - Esther Duflo en Abhijit Banerjee, wonend in de Verenigde Staten, voor economie.

De leden van het echtpaar Myrdal hebben elk afzonderlijk een Nobelprijs gewonnen tijdens hun huwelijk: Gunnar Myrdal voor economie in 1974, en Alva Myrdal voor de vrede in 1982.
Behalve Irène Joliot-Curie, die de dochter was van twee laureaten, zijn er nog vijf zonen van laureaten die op hun beurt een Nobelprijs hebben gewonnen:
- George Paget Thomson (natuurkunde, 1937), zoon van Joseph John Thomson (natuurkunde, 1906);
- Ulf Svante von Euler (geneeskunde, 1970), zoon van Hans von Euler-Chelpin (scheikunde, 1929);
- Aage Bohr (natuurkunde, 1975), zoon van Niels Bohr (natuurkunde, 1922);[8]
- Kai Manne Börje Siegbahn (natuurkunde, 1981), zoon van Manne Siegbahn (natuurkunde, 1924);
- Roger Kornberg (scheikunde, 2006), zoon van Arthur Kornberg (geneeskunde, 1959).[7]

Eén prijs werd aan een vader en zijn zoon gezamenlijk uitgereikt:
- 1915 - William Henry Bragg en zijn zoon William Lawrence Bragg, natuurkunde

Niko Tinbergen (geneeskunde, 1973), was de broer van Jan Tinbergen (economie, 1969).